# مسیر حمل‌ونقل تورنتو

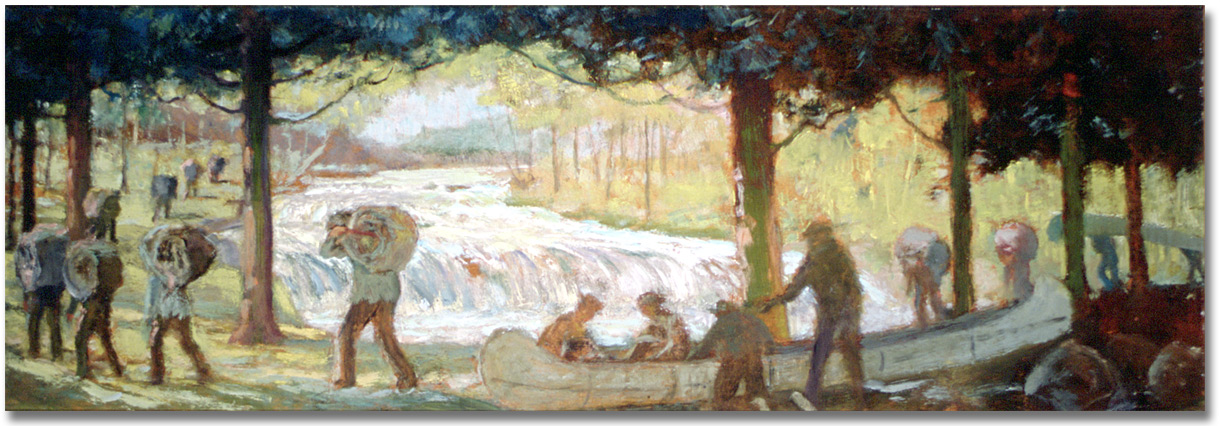
مسیر حمل‌ونقل تورنتو نقطه مهمی برای سفر بود، با رود هامبر (انتاریو) و رود روژ (انتاریو) میانبری به دریاچه‌های بزرگ بالا.

مسیر حمل و نقل تورنتو (انگلیسی: Toronto Carrying-Place Trail) یک مسیر اصلی حمل و نقل حمل محموله‌های کشتی در انتاریو، کانادا بود که دریاچه انتاریو را با دریاچه سیمکو و دریاچه‌های بزرگ شمالی مرتبط می‌کرد. این نام از اصطلاح زبان موهاوک toron-ten گرفته شده‌است، به معنای «محل رشد درختان بر روی آب»، یک نقطه عطف مهم در دریاچه سیمکو که مسیر از میان آن عبور می‌کرد.